# Mileta Rnić
Mileta Rnić (* 31. März 1951, Föderative Volksrepublik Jugoslawien) ist ein ehemaliger jugoslawischer Fußballspieler.

## Werdegang
Der Stürmer Rnić spielte zunächst beim OFK Belgrad, bevor er sich 1976 dem deutschen Zweitligisten SG Union Solingen anschloss. Trotz zwölf Toren in 26 Spielen durch Rnić wurden die Solinger Vorletzter und blieben nur dank des Lizenzentzugs vom Bonner SC und den Nachrückverzichts des 1. SC Göttingen 05 und Wacker 04 Berlin zweitklassig. Rnić wechselte daraufhin zu Arminia Bielefeld, wo er gemeinsam mit Christian Sackewitz jeweils elf Tore erzielte und maßgeblichen Anteil an der Meisterschaft und dem Aufstieg in die Bundesliga der Arminia hatte. In der folgenden Bundesligasaison 1978/79 wurde Rnić nur einmal eingewechselt und stieg mit seiner Mannschaft ab. Rnić verließ Bielefeld daraufhin mit unbekanntem Ziel. Von 1980 bis 1982 war er noch für den Schweizer Verein FC Locarno aktiv.